# Théodore Strawinsky
Théodore Strawinsky est un peintre suisse d'origine russe, né le 24 mars 1907 à Saint-Pétersbourg et décédé le 16 mai 1989 à Genève.

## Biographie

### Enfance et prime jeunesse
Fils aîné d'Igor Stravinsky et de Catherine Nosenko, Théodore Strawinsky passe sa prime enfance en Russie. Dès 1910, sa famille s'établit en Suisse romande, d'abord à Montreux puis à Morges jusqu'en 1920. Les Strawinsky résideront dès lors en France et dès 1935 à Paris. 
Le jeune Théodore Strawinsky dessine, peint, encouragé par René Auberjonois et Alexandre Cingria. Les années françaises marquent, elles, la période d'ancrage de la personnalité du peintre, enfin l'épanouissement de cette même personnalité jusqu'au dernier jour de sa vie. À Paris, le jeune peintre cherche avant tout, avec une grande persévérance, à acquérir un solide métier et un dessin rigoureux.

### Carrière
En 1927 a eu lieu à Paris sa première exposition. Il ne cessera dès lors d'exposer, seul ou en groupe et l'on retrouve ses œuvres, picturales ou monumentales dans de nombreux pays, tant en Suisse qu'en France, aux États-Unis, en Italie, en Belgique, en Hollande ou en Angleterre. Il est par exemple l'auteur de vitraux de la basilique Notre-Dame de Genève, de l'église Sainte-Thérèse, et d'une peinture murale en l'église du Sacré-Cœur, toujours à Genève. L'église du Christ-Roi à Fribourg abrite ses réalisations ainsi que l'église Notre-Dame-de-Toute-Grâce du plateau d'Assy.
Celui qu'il appellera son "maître", Georges Braque, suivra de très près le jeune homme "terriblement doué" dira-t-il à ses parents. André Derain lui apprendra "la cuisine" du métier. Sur un plan plus théorique, Théodore Strawinsky suit les cours d'André Lhote de 1930 à 1932. Picasso, lui, se borne à lui dire : « Va au Louvre et copie, copie » et « N'oublie jamais que le blanc est le maître de la couleur ». Cela, Théodore ne l'oubliera jamais. 
Les origines slave et orthodoxe de Théodore Strawinsky et sa vaste culture seront déterminantes dans le développement de sa personnalité artistique et peut-être plus sensible dans ce qui sera son œuvre religieuse.
Il est très tôt peintre dans toute l'acception du terme. Il restera toute sa vie peintre d'art mural (on y inclut le vitrail, mur percé et lumineux !) comme il restera toute sa vie peintre de chevalet, les deux expressions de son art toujours s'impliqueront et jamais ne se nuiront. Strawinsky dira lui-même : "Pas de divorce, l'approche de la chose à peindre est la même, seul le sujet varie en fonction de la chose à exprimer". Devant l'Art Sacré – qui prend très vite une grande place dans sa production, sans pour autant éliminer la peinture de chevalet – il écrit :… dans le Saint Lieu, la mission première du peintre sera d'appeler le fidèle à la contemplation, à la prière".
Parlant de peinture, on pourra lire sous sa plume : "Bien que l'objet représenté ne sera jamais pour moi un pur prétexte (comme ce fut le cas pour les cubistes de la stricte observance) il n'est pas non plus un sujet au sens courant du terme, il doit être le support nécessaire d'un certain ordre abstrait et irréel, ordre poétique qui ne le détruit pas mais se superpose et s'amalgame à lui au point que le sujet se transforme en pure peinture".
Il lui plaisait aussi de dire "Je ne peins pas comme je vois, je peins comme je regarde".
Occasionnellement, il brasse des décors de théâtre et illustre de nombreux ouvrages littéraires, notamment de Ramuz et de Montherlant.

### Mariage, arrestation et installation à Genève
En 1936, Théodore Strawinsky épouse à Paris Denise Guerzoni, fille de la peintre suisse Stéphanie Guerzoni. Arrêté sous le gouvernement de Vichy, il est libéré après un court internement à Toulouse et se réfugie à Genève en 1942 avec sa femme et leur fille. Ils s'y installeront définitivement tout en gardant en France des liens profondément implantés dans leurs cœurs. 
En 1948, il écrit un livre sur l'œuvre de son père : « Le Message d'Igor Strawinsky ». Il est également l'auteur de plusieurs études et articles sur la musique et la peinture.
En 1950, il crée les décors et les costumes pour la représentation de Tabazan de Jacques Aeschlimann au Théâtre de la Cour Saint-Pierre, pièce dont il créera ensuite la couverture lors de sa publication en 1961. 
Dans le domaine de l'art monumental, Théodore Strawinsky décore de nombreuses églises dans divers pays, il collabore avec les architectes Denis Honegger, Hans van der Laan, Nico van der Laan, Jan de Jong et d'autres. Quelques expressions picturales qu'il emprunte, il échappera toujours aux "modes" en traversant avec perspicacité et calme les grandes turbulences que subira la peinture en ce siècle.

### Distinction et fin de vie
Apatride après la Première Guerre mondiale, Théodore Strawinsky obtient la nationalité suisse (bourgeois de Genève) le 10 avril 1956.
En 1976, Théodore Strawinsky reçoit la médaille d'argent Arts-Sciences-Lettres décernée par la société académique Arts-Sciences-Lettres et en 1977 est promu par le Pape Paul VI commandeur de l'ordre de Saint-Grégoire-le-Grand pour "services rendus à l'église par son art".
Le peintre décède le 16 mai 1989 à Genève. Il repose au cimetière russe de Sainte-Geneviève-des-Bois, près de Paris, auprès de sa mère, de sa sœur et de sa grand-mère paternelle, rejoint par son épouse Denise en 2004.